# Тарговицька конфедерація

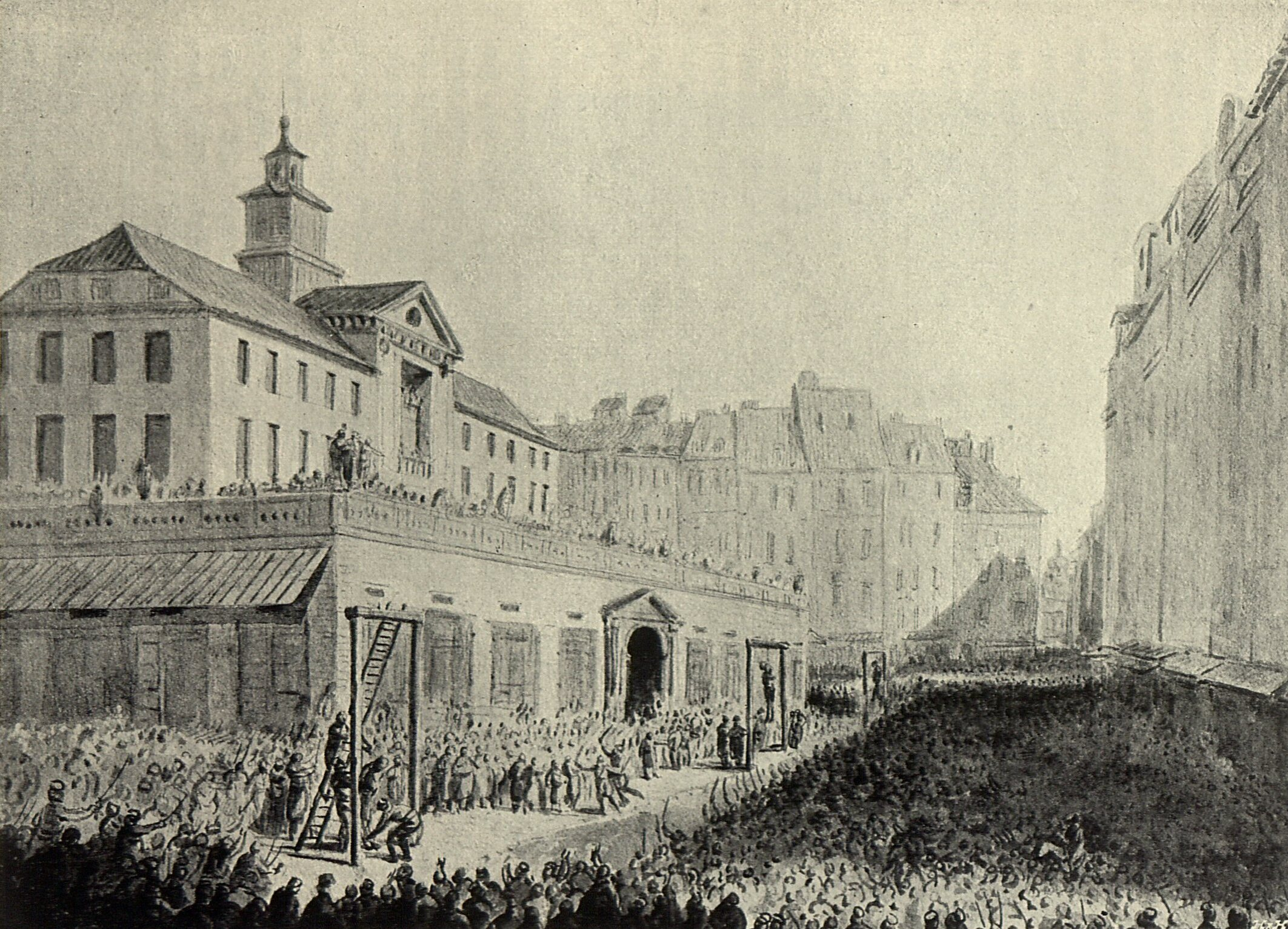
Страта конфедератів 9 травня 1794 року у Варшаві

Тарговицька, або Торговицька конфедерація (пол. Konfederacja Targowicka IPA: [kɔnfɛdɛˈrat͡sja tarɡɔˈvit͡ska]) — змова польських магнатів з Францішеком Ксаверієм Браніцьким, Станіславом Щенсним Потоцьким на чолі з Северином Жевуським  (всі з Правобережжя) проти реформ Чотирирічного сейму і Конституції 3 травня в Речі Посполитій. Проголошена 14 травня 1792 р. в прикордонному містечку Торговиці (нині — село Кіровоградської області), а фактично створена 27 квітня 1792 р. Разом з цим російські війська вторгнулися на територію Польщі, що призвело до польсько-російської війни.

## Передумови
У 1788–1792 роках польський сейм провів ряд реформ, спрямованих на послаблення позицій магнатської олігархії, посилення королівської влади та зміцнення становища Польщі щодо Російської імперії. Здійснені реформи і положення нової конституції (скасовували виборність королів, ліберум вето та позбавляли права голосу малоземельну шляхту, яка підтримувала інтереси магнатів) значно посилювали королівську владу та зміцнювали зовнішньополітичне становище Речі Посполитої, що не могло не викликати незадоволення як магнатської політичної опозиції, так і російського уряду.

## Конфедерація
14 травня 1792 року у містечку Тарговиця (тепер с. Торговиця Голованівського району Кіровоградської області) одночасно з вторгненням російських військ на територію Правобережної України, що входила до складу Речі Посполитої, було проголошено про створення Торговицької конфедерації. План збройного виступу польських магнатів проти королівської влади (рокош) було розроблено ще в 1791 у Петербурзі за участю російської імператриці Катерини II.
Маршалком Т.к. став Станіслав Щенсний Потоцький, котрого серед перших, зокрема, підтримали, зробившись радцями («консилярами»), гетьман великий коронний Францішек Ксаверій Браницький, ще один ватажок опозиційного до владної модернізації руху аристократ Северин Жевуський (ці двоє вважалися військовими керівниками акції), перемишльський каштелян князь А.Святополк-Четвертинський, граф Г.Вієльгорський, червоноградський хорунжий А.Злотницький, брацлавський хорунжий А.Мощенський, холмський депутат Я.Сухоржевський, володимирський депутат Я.Загорський, подільський депутат Я.Швейковський, чернігівський ловчий Ф.Гулевич, полковник М.Кобилецький. Секретарював публіцист Д.-Б.Томашевський. Конфедератські лідери обіцяли співвітчизникам захист суверенітету та цілісності кордонів, декларували повернення старих шляхетських звичаїв і привілеїв, прокламували зміцнення панівної ролі католицтва, реставрацію колишнього республіканського правління, забезпечення виборності монарха тощо, причому нападників документально характеризували «союзним військом, котре велика душа імператриці надавала в ім'я та збереження Речі Посполитої».
У міру просування царських військ конфедерати встановлювали свої тимчасові органи влади, придушували повстання українських селян. Прагнучи припинити розгортання громадянської війни і зберегти за собою престол, король Станіслав Понятовський за вказівкою Катерини II приєднався до конфедерації. В умовах терору і репресій реформаторського табору конфедерати провели нові вибори до сейму, який зібрався 1793 не у Варшаві, де міцні позиції мали патріоти-реформатори, а в Гродно. Речі Посполитій було нав'язано правління магнатської олігархії та окупантів, усі демократичні реформи скасовано.

## Значення
Результатом Торговицької конфедерації став другий поділ Польщі (1793) Росією і Прусією, за яким до складу Російської імперії відійшла Правобережна Україна. У відповідь на політику Торговицької конфедерації і поділ країни вибухнуло повстання патріотичних сил під проводом Тадеуша Костюшка (1794).
Торговицька конфедерація увійшла в історію Польщі як символ національної зради.